# Wild Frontier
| Đánh giá chuyên môn              | Đánh giá chuyên môn |
| Nguồn đánh giá                   | Nguồn đánh giá      |
| Nguồn                            | Đánh giá            |
| -------------------------------- | ------------------- |
| AllMusic                         | [ 3 ]               |
| Collector's Guide to Heavy Metal | 4/10                |

Wild Frontier là album phòng thu solo thứ 6 của nghệ sĩ guitar người Ireland Gary Moore, được phát hành vào năm 1987. Đây là tác phẩm đầu tiên ông làm trong phòng thu sau chuyến đi trở về quê nhà Belfast, Bắc Ireland vào năm 1985; album có nhiều bài hát nói về Ireland và thậm chí phần nhạc cũng mang đậm gốc gác Celtic. Album được dành tặng để tưởng nhớ Phil Lynott (người bạn thân của Moore và đồng đội cũ ở Thin Lizzy), sau khi Phil mất vào ngày 4 tháng 1 năm 1986, với dòng chũ "For Philip" ghi trên mặt sau của bìa đĩa.
Wild Frontier có chứa bài hit "Over the Hills and Far Away", giành vị trí số 20 tại Anh, cũng như một bản cover bài "Friday on My Mind" của Easybeats. Bài "The Loner" do Max Middleton sáng tác lúc đầu được thu âm bởi Cozy Powell cho album Over the Top của Anh vào năm 1979. Sau đó bài hát được Moore cải biên chất lượng để thu âm riêng, do đó ông được ghi nhận là đồng sáng tác. Bài "Crying in the Shadows" đã được phát hành làm bài mặt B của đĩa đơn "Over the Hills and Far Away" vào tháng 10 năm 1986 và xuất hiện dưới dạng bài tặng kèm trong bản đĩa CD của Wild Frontier, đồng thời được ca sĩ người Nhật Honda Minako thu âm với tên "The Cross (Ai No Jujika)" và Moore đánh guitar.
Tất cả tiếng trống trong Wild Frontier được sản xuất tuần tự bằng trống điện tử, mặc dù phần lập trình không được ghi trong các dòng ghi chú của  album, tay trống điện tử Roland Kerridge của ban nhạc Re-Flex đã thu rất nhiều bản ghi trống — chúng sẽ xuất hiện trong MV của "Over the Hills and Far Away" cũng như những thước phim quảng cáo đầu tiên cho album trên truyền hình. Eric Singer (cựu tay trống của Black Sabbath) là người chơi trống trong tour diễn, rồi sau đấy thành lập nhóm Badlands. Album đã giành được các chứng chỉ vàng ở Phần Lan và Na Uy, đĩa bạch kim ở Thụy Điển cũng như đĩa bạc ở Anh. Mặc dù các album Wild Frontier và After the War đều gặt hái thành công, song về sau Moore lại phát ngán và ví chúng như "đống rác rưởi lớn nhất" mà ông từng nghe.

## Các bản hát lại
"Over the Hills and Far Away" đã được tái thể hiện bởi ban nhạc symphonic power metal người Phân Lan Nightwish trong đĩa EP cùng tên của họ ra mắt năm 2001, bởi ban nhạc viking metal người Thụy Điển Thyrfing trong album Urkraft, và bởi Patty Gurdy trong đĩa EP Shapes & Patterns (2018) của cô. Trang web đánh giá Rockoutstandout nhận xét: "Bản cover của Patty Gurdy với giọng hát và tiếng đàn hurdy-gurdy đem lại cho chúng ta một bản nhạc hoàn toàn khác nguyên tác và nó nghe rất ổn. Hiệu ứng dội âm trong giọng hát mang lại cho bản cover này cái không khí hùng tráng nổi tiếng mà nguyên bản có thể làm được. Tôi yêu bản cover lập dị này và luôn cảm thấy ấm áp khi nghe bài hát." Ban nhạc người Tây Ban Nha Saurom cũng ghi âm một bản cover của bài hát này với ca từ khác, đặt tựa là "La Disolución de la Comunidad".

## Danh sách bài hát
| Mặt một | Mặt một                                                    | Mặt một              | Mặt một    |
| STT     | Nhan đề                                                    | Sáng tác             | Thời lượng |
| ------- | ---------------------------------------------------------- | -------------------- | ---------- |
| 1.      | "Over the Hills and Far Away"                              | Gary Moore           | 5:20       |
| 2.      | "Wild Frontier"                                            | Moore                | 4:14       |
| 3.      | "Take a Little Time"                                       | Moore                | 4:05       |
| 4.      | "The Loner" (hòa tấu, lúc đầu được thu âm bởi Cozy Powell) | Max Middleton, Moore | 5:54       |

| Mặt hai | Mặt hai                                           | Mặt hai                   | Mặt hai    |
| STT     | Nhan đề                                           | Sáng tác                  | Thời lượng |
| ------- | ------------------------------------------------- | ------------------------- | ---------- |
| 5.      | "Friday on My Mind" (bản cover của The Easybeats) | George Young, Harry Vanda | 4:11       |
| 6.      | "Strangers in the Darkness"                       | Moore, Neil Carter        | 4:38       |
| 7.      | "Thunder Rising"                                  | Moore, Carter             | 5:43       |
| 8.      | "Johnny Boy"                                      | Moore                     | 3:15       |

| Bản CD | Bản CD                                  | Bản CD           | Bản CD     |
| STT    | Nhan đề                                 | Sáng tác         | Thời lượng |
| ------ | --------------------------------------- | ---------------- | ---------- |
| 1.     | "Over the Hills and Far Away"           | Moore            | 5:20       |
| 2.     | "Wild Frontier"                         | Moore            | 4:14       |
| 3.     | "Take a Little Time"                    | Moore            | 4:05       |
| 4.     | "The Loner"                             | Middleton, Moore | 5:54       |
| 5.     | "Friday on My Mind"                     | Young, Vanda     | 4:11       |
| 6.     | "Strangers in the Darkness"             | Moore, Carter    | 4:38       |
| 7.     | "Thunder Rising"                        | Moore, Carter    | 5:43       |
| 8.     | "Johnny Boy"                            | Moore            | 3:15       |
| 9.     | "Over the Hills and Far Away" (bản 12") | Moore            | 7:26       |
| 10.    | "Wild Frontier" (bản 12")               | Moore            | 6:38       |
| 11.    | "Crying in the Shadows"                 | Moore            | 5:01       |

| Đĩa CD cập nhật 2002 cùng các bài tặng kèm | Đĩa CD cập nhật 2002 cùng các bài tặng kèm | Đĩa CD cập nhật 2002 cùng các bài tặng kèm | Đĩa CD cập nhật 2002 cùng các bài tặng kèm |
| STT                                        | Nhan đề                                    | Sáng tác                                   | Thời lượng                                 |
| ------------------------------------------ | ------------------------------------------ | ------------------------------------------ | ------------------------------------------ |
| 12.                                        | "The Loner" (bản mix mở rộng)              | Middleton, Moore                           | 7:16                                       |
| 13.                                        | "Friday on My Mind" (bản 12")              | Young, Vanda                               | 6:15                                       |
| 14.                                        | "Out in the Fields" (live)                 | Moore                                      | 5:28                                       |

## Đội ngũ thực hiện
- Gary Moore – lead, rhythm và acoustic guitar, hát chính và bè, sản xuất các bài số 5, 7 và 8
- Neil Carter – đánh keyboard, hát bè
- Bob Daisley – bass
- Roland Kerridge - lập trình trống

Sản xuất
- Peter Collins – sản xuất các bài số 1, 2, 4, 9, 10 và 12
- Pete Smith – sản xuất các bài số 3 và 6
- James "Jimbo" Barton – sản xuất các bài số 5, 7, 8 và 13, kỹ thuật viên âm thanh các bài số 1 và 2, trộn âm các bài số 3 và 6
- Chris Porter – kỹ thuật viên âm thanh bài số 2 và 4
- Mike Stone – sản xuất bài số 11
- Nigel Walker – sản xuất bài số 14
- James Barton - trộn âm các bài số 3 và 6
- Bob Kraushaar - trộn âm bài số 10

## Bảng xếp hạng
| Xếp hạng (1987)          | Vị trí cao nhất |
| ------------------------ | --------------- |
| Austrian Top 40 Albums   | 16              |
| Dutch MegaCharts         | 13              |
| Finnish Albums Chart     | 1               |
| German Albums Chart      | 9               |
| New Zealand Albums Chart | 11              |
| Norwegian Albums Chart   | 1               |
| Spanish Albums Chart     | 2               |
| Swedish Albums Chart     | 2               |
| Swiss Albums Top 100     | 7               |
| UK Albums Chart          | 8               |
| US Billboard 200 (Mỹ)    | 139             |

| Năm  | Đĩa đơn                       | Bảng xếp hạng               | Vị trí |
| ---- | ----------------------------- | --------------------------- | ------ |
| 1986 | "Over the Hills and Far Away" | Irish Singles Chart         | 6      |
| 1986 | "Over the Hills and Far Away" | UK Singles Chart            | 20     |
| 1987 | "Over the Hills and Far Away" | Finnish Singles Chart       | 1      |
| 1987 | "Over the Hills and Far Away" | Norwegian Singles Chart     | 1      |
| 1987 | "Over the Hills and Far Away" | Swedish Singles Chart       | 7      |
| 1987 | "Over the Hills and Far Away" | Dutch MegaCharts            | 22     |
| 1987 | "Over the Hills and Far Away" | Mainstream Rock Tracks (Mỹ) | 24     |
| 1987 | "Over the Hills and Far Away" | Swiss Singles Top 100       | 27     |
| 1987 | "Over the Hills and Far Away" | New Zealand Singles Chart   | 43     |
| 1987 | "Wild Frontier"               | Finnish Singles Chart       | 4      |
| 1987 | "Wild Frontier"               | Irish Singles Chart         | 22     |
| 1987 | "Wild Frontier"               | UK Singles Chart            | 35     |
| 1987 | "Friday on My Mind"           | Finnish Singles Chart       | 15     |
| 1987 | "Friday on My Mind"           | Irish Singles Chart         | 18     |
| 1987 | "Friday on My Mind"           | UK Singles Chart            | 26     |
| 1987 | "Friday on My Mind"           | New Zealand Singles Chart   | 30     |
| 1987 | "Friday on My Mind"           | Dutch MegaCharts            | 72     |
| 1987 | "The Loner"                   | UK Singles Chart            | 53     |
| 1987 | "Take a Little Time"          | UK Singles Chart            | 75     |

## Chứng nhận
| Quốc gia                                  | Chứng nhận | Số đơn vị/doanh số chứng nhận |
| ----------------------------------------- | ---------- | ----------------------------- |
| Phần Lan (Musiikkituottajat)              | Vàng       | 42.791                        |
| Na Uy (IFPI)                              | Vàng       | 50.000                        |
| Thụy Điển (GLF)                           | Bạch kim   | 100.000^                      |
| Anh Quốc (BPI)                            | Bạc        | 60.000^                       |
| ^ Chứng nhận dựa theo doanh số nhập hàng. |            |                               |